# Чемпіонат НДР з хокею 1981—1982
Чемпіонат НДР з хокею 1982 — чемпіонат НДР, чемпіоном став клуб СК «Динамо» (Берлін) 9-й титул.

## Таблиця
| М  | Команда               | І  | Пер | Н | Пор | Ш     | О  |
| -- | --------------------- | -- | --- | - | --- | ----- | -- |
| 1. | СК «Динамо» (Берлін)  | 10 | 10  | 0 | 0   | 54:20 | 20 |
| 2. | «Динамо» (Вайсвассер) | 10 | 0   | 0 | 10  | 20:54 | 0  |

Скорочення: М = підсумкове місце, І = ігри, Пер = перемоги, Н = нічиї, Пор = поразки, Ш = закинуті та пропущені шайби, О = набрані очки

## Матчі
- «Динамо» (Вайсвассер) — СК «Динамо» (Берлін) 1:6
- СК «Динамо» (Берлін) — «Динамо» (Вайсвассер) 6:1
- «Динамо» (Вайсвассер) — СК «Динамо» (Берлін) 1:2
- СК «Динамо» (Берлін) — «Динамо» (Вайсвассер) 4:1
- СК «Динамо» (Берлін) — «Динамо» (Вайсвассер) 4:1
- «Динамо» (Вайсвассер) — СК «Динамо» (Берлін) 2:7
- «Динамо» (Вайсвассер) — СК «Динамо» (Берлін) 3:4
- СК «Динамо» (Берлін) — «Динамо» (Вайсвассер) 6:5
- «Динамо» (Вайсвассер) — СК «Динамо» (Берлін) 4:5
- СК «Динамо» (Берлін) — «Динамо» (Вайсвассер) 10:1